# Anna Laura Orrico
Pour les articles homonymes, voir Orrico.
Anna Laura Orrico, née le 29 décembre 1980 à Cosenza (Italie), est une femme politique italienne.

## Biographie
Anna Laura Orrico naît le 29 décembre 1980 à Cosenza.
Elle est diplômée en sciences politiques à l’université de Calabre en 2004
Elle est élue députée lors des élections générales de 2018. Le 13 septembre 2019, elle est nommée sous-secrétaire d'État du ministère pour les Biens et Activités culturels.